# Sylvia Saint
Sylvia Saint   (Kyjov, 12 de febrer de 1976), també coneguda com a Silvia Saint és el nom artístic de Sylvie Tomčalovà, una de les actrius de cinema pornogràfic més populars de l'antiga Txecoslovàquia durant la segona meitat de l'última dècada del segle xx i els primers anys del segle actual.
Tot i que va començar la vida laboral com a administrativa, ben aviat va destacar com a model de passarel·les de roba interior i més tard com a actriu de pel·lícules eròtiques i pornogràfiques, i model a la revista Private. No obstant això, ben aviat, la situació social i econòmica del seu país d'origen la va obligar a emigrar cap als EUA.
Dotada d'un cos d'una bellesa espectacular, el seu atractiu físic li valgué l'any 1998 ser nomenada "Noia de l'Any" per la popular revista per adults Penthouse. Un any abans ja havia aconseguit el mateix títol en l'edició txeca de la revista.
El 19 de març del 2001 va anunciar la retirada provisional del cinema després d'anunciar el seu embaràs. Tanmateix, el 2004 va tornar a treballar com a actriu X, tot i que només en escenes de caràcter lèsbic.

## Premis
- 1998 AVN Award – Best Tease Performance (Fresh Meat 4)[7][8]
- 2000 Hot d'Or Award – Best European Supporting Actress (Le Contrat des Anges)[9]
- 2000 FICEB Ninfa Award – Best Lesbian Scene (Alexia and Cie) with Nikki Anderson & Kate More[10]
- 2004 FICEB Ninfa Award – Best Actress (Public)[11]
- 2005 FICEB Ninfa Award – Best Actress (Public)[cal citació]
- 2012 AVN Hall of Fame inductee[12]